# Постскриптум
Постскри́птум (від лат. post scriptum — «після написаного») — приписка до закінченого і підписаного листа, зазвичай позначається латинським скороченням P. S. Постскриптум може містити емоційне побажання навздогін висловленим у листі почуттям, важливе уточнення або сутнісне доповнення до змісту, висновок-узагальнення з написаного. Його завжди розміщують в окремому абзаці нижче підпису й дати, тобто постскриптум є останньою фразою у листі. Водночас нижче постскриптуму можуть бути написані інші зауваження такої ж стислої форми. Для таких приписок використовують скорочення «P. P. S.» (лат. post post scriptum) або «P. S. S.» (лат. post sub scriptum).
Постскриптум вважають рисою неформального епістолярного стилю, в офіційних листах його не використовують.